# For the Good Times
For the Good Times è il secondo album in studio del gruppo country statunitense The Little Willies, pubblicato il 10 gennaio 2012.
L'album contiene sia brani inediti, scritti dai componenti della band, che cover di brani country scritti da alcuni dei cantautori preferiti dai The Little Willies, tra cui Loretta Lynn, Willie Nelson, Johnny Cash, Kris Kristofferson, Lefty Frizell e Dolly Parton.

## Tracce
1. I Worship You – 2:51 (Ralph Stanley)
2. Remember Me – 3:59 (Scott Wiseman)
3. Diesel Smoke, Dangerous Curves – 3:05 (Cal Martin)
4. Lovesick Blues – 4:04 (Cliff Friend, Irving Mills)
5. Tommy Rockwood – 2:37 (Jim Campilongo)
6. Fist City – 2:59 (Loretta Lynn)
7. Permanently Lonely – 2:42 (Willie Nelson)
8. Foul Owl on the Prowl – 3:35 (Quincy Jones, Alan Bergman, Marilyn Bergman)
9. Wide Open Road – 2:31 (Johnny Cash)
10. For the Good Times – 3:46 (Kris Kristofferson)
11. If You've Got the Money I've Got the Time – 1:46 (Lefty Frizzell, Jim Beck)
12. Jolene – 4:51 (Dolly Parton)
13. Pennies On the Floor (iTunes Bonus Track) – 2:52 (Jim Campilongo, Van Riff)